# San Carlos I
San Carlos I – jednostka osadnicza w Stanach Zjednoczonych, w stanie Teksas, w hrabstwie Webb.